# 종교개혁500주년기념사업회
종교개혁500주년기념사업회는 2011년 3월 5일 마르틴 루터가 종교개혁을 시작한지 500주년이 되는 날 2017년 10월 31일을 기념하기위하여 창립된 대한민국의 기념사업회이다. 개혁주의 신앙을 바탕으로 교회의 갱신과 일치를 도모하는 모임이다. 대표회장 이종윤 박사, 한국기독교학술원 이사장 이흥순 박사, 오덕교 박사, 김성봉 박사,  안명준 박사, 그리고 이승구 박사와 같은 학자들이 중심이 되어 창립하였다.

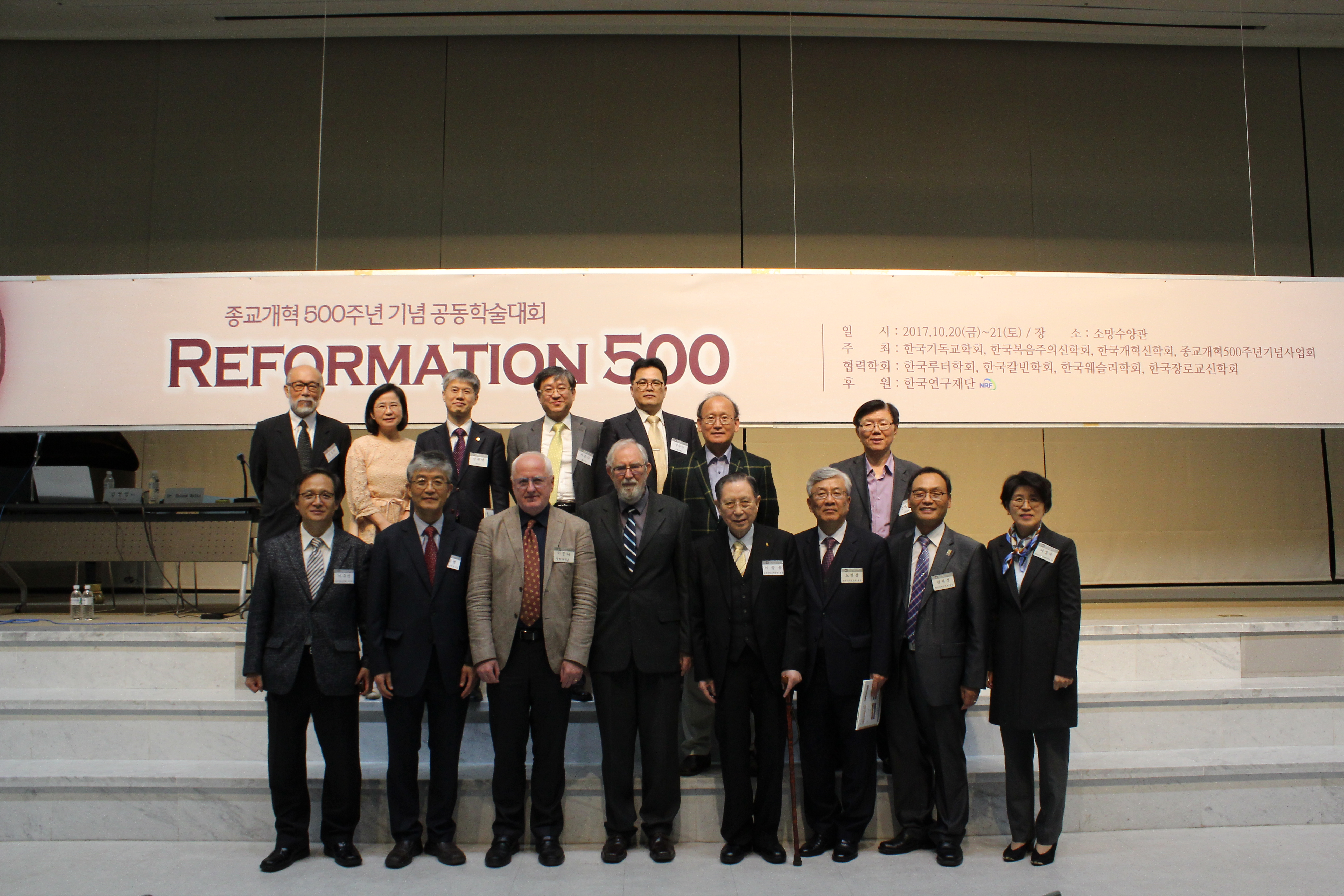
종교개혁500주년기념 공동학술대회 임원들과 강사들

## 활동
한국기독교학회, 한국복음주의신학회, 한국루터학회, 한국칼빈학회, 한국웨슬리학회, 한국개혁신학회, 한국장로교신학회 등 7개 학회와 한국기독교학술원에 속해 있는 신학자들이 참여하였다.

## 같이 보기
- 종교개혁500주년기념일